# أوسكار الأول (ملك السويد)
أوسكار الأول (واسمه عند الولادة جوزيف فرانسوا أوسكار برنادوت) (بالفرنسية: Oscar Ier de Suède) (4 يوليو 1799 – 8 يوليو 1859) كان ملك السويد والنرويج من 8 مارس 1844 حتى وفاته. وهو ثاني ملوك أسرة برنادوت.
كان أوسكار الابن الوحيد للملك كارل الرابع عشر يوهان، وقد ورث العرشين عند وفاة والده. وعلى مدار فترة حكمه، اتّبع أوسكار نهجًا سياسيًا ليبراليًا على النقيض من سياسات والده، إذ قام بتنفيذ إصلاحات وسعى إلى تعزيز العلاقات بين السويد والنرويج. وفي خطاب موجه إليه عام 1857، أعلن البرلمان السويدي (الريكسداغ) أن أوسكار قد ساهم في ازدهار المملكة المادي أكثر من أي من أسلافه.

## روابط خارجية
- أوسكار الأول ملك السويد على موقع الموسوعة البريطانية (الإنجليزية)
- أوسكار الأول ملك السويد على موقع ميوزك برينز (الإنجليزية)
- أوسكار الأول ملك السويد على موقع إن إن دي بي (الإنجليزية)